# Agastache coccinea
Agastache coccinea là một loài thực vật có hoa trong họ Hoa môi. Loài này được (Greene) Lint & Epling mô tả khoa học đầu tiên năm 1945.